# حمادة يلعب (فلم)
حمادة يلعب هو فيلم كوميدي مصري، إنتاج عام 2005.

## قصة الفيلم
تدور أحداثه حول حمادة (أحمد رزق) الشاب الذي يريد تحقيق الثروة بأي طريقة، فلا يجد أمامه أسهل من مسابقات التليفزيون (0900) ويدمنها بشكل كبير، حتى تضطره إحدى المسابقات للاشتراك مع خطيبته التي تشاجرت معه، فيضطر للبحث عن فتاة أخرى تكون باسم (ليلى السيد أحمد) بأي ثمن وتكون غادة عادل ، وتستمر المواقف الكوميدية اللذيذة حتى يقتنع حمادة أن تحقيق النجاح بالجهد وليس بالمسابقات، الفيلم من إخراج المخرج الكبير سعيد حامد

## الممثلون
| - أحمد رزق:حمادة - غادة عادل:ليلى السيد أحمد - حسن حسني:المهندس السيد أحمد - ماجدة الخطيب:أم رامي كوستا | - صلاح عبد الله:عبد الرحمن - محمد رجب:فؤاد فوكاس - سليمان عيد:صلاح مُدرّس الجغرافيا - شمس:ليلى السيد احمد | - سهام جلال:مروى تعمل فى برنامج المسابقات - زينب إسماعيل:نهى - بدرية طلبة:فريدة - شيري عادل:فرح السيد احمد | - ساندي علي:سلمى - محمد الزمر:يوسف - سامي العدل: (صاحب قناة التلفزيون ضيف شرف) - كريم كوجاك: (كريم - مقدم البرنامج ضيف شرف) |

بالإشتراك مع
- أحمد السقا: (ضيف شرف)
- شريف منير: (ضيف شرف - مذيع تلفزيون)
- سامو زين: (ضيف شرف)
- جيهان راتب: (ضيف شرف)
- طارق الشوري

الممثلين: سعيد عبد النعيم - بد الحكيم درويش: (هتلر القواد) - عمرو عبد العزيز: (ليلي السيد احمد) - إنتصار - أماني زينهم - دينا حمدي - سماح محمود - إنجي بدوي - هالة حمدي - سحر قمر - رمضان صابر - حاجيجا - محمد رمضان - إسماعيل مخلوف - محسن منصور: (ابراهيم - تاجر المخدرات) -كاريمان مهدي: (صاصه) - صلاح لالا - كريم جورج - نورا جلال - نبوية السيد - شعراوي جمعة - مجدي الشربتلي - سيد عرفة - مصطفى محمود عبد النعيم - عبد الحميد رزق - إبراهيم عبيد - حمادة الإسكندري - التوأم : هدى سعد عبد ربه - أميرة سعد عبد ربه - أسراء أحمد - أية أحمد

## روابط خارجية
- مقالات تستعمل روابط فنية بلا صلة مع ويكي بيانات